# 劉龑
南漢高祖劉龑（889年—942年），原稱劉巖，又名刘陟。五代十国时期南汉开國皇帝，蔡州上蔡（今河南省上蔡县）人，郡望彭城（今江苏省徐州市），父亲是南汉追赠圣武皇帝刘知谦，母亲是妾段氏。

## 生平
祖父劉安仁為蔡州上蔡（今河南上蔡）人，遷居福建，以經商為生，又因為生意需要，遷居嶺南，生刘知谦。唐朝末年，知谦從軍，受到當時的南海軍節度使韋宙賞識，與韋的姪女韦氏結婚，生下劉隱、劉臺兩個兒子。黃巢之亂出征有功，882年任封州刺史。
刘知谦后来又私纳小妾段氏，生下劉巖。正妻韦氏大怒，杀了段氏，但未忍伤害还是婴儿的劉巖，抱回家中和自己的两个儿子一起抚育。劉巖长大之後，聪慧又擅長武艺，且精通占卜算命之术，但又天性苛酷，每视杀人则喜，人皆以为蛟蜃化身。
知谦死後，長子劉隱擁兵自重，克肇慶、番禺（今屬广州），割据岭南地区，逐渐坐大，但劉隱向後梁稱臣納貢，後梁封為南海王，乾化元年（911年），劉隱还没来得及称帝，就因病在本郡去世，諡襄王。
劉隱有子，但劉巖篡奪其位，自命為留後，又襲位交趾节度使，其后又袭封南海王称号。劉隱死后六年（917年），劉巖在番禺称帝，建国号为「大越」， 改元为「乾亨」，定都番禺（今日廣州市）。次年，刘巖自称是汉朝皇室的后裔，为了表示自己建国是恢复昔日的汉家天下，于是又改国号为「大汉」，史称南汉。
後唐同光四年（926年），劉巖取《周易》中「飞龍在天」之意，改名为「劉龑」。據說他原先为自己改名为「劉龔」，後才自创一「龑」字。刘䶮生平最喜欢杀人，还发明了诸多酷刑，每次行刑，他会到现场观摩，往往是看得口水直流。又喜奢侈，尽收国中珍宝，所筑宫殿也是金玉装饰，朝夕染香，穷奢至极。
越南也是在刘䶮手上开始渐渐脱离中国。安南地区虽然是静海军辖地，但是在南汉建立前后一直由曲氏所占据。当南汉建立后与后梁断绝关系，曲承美私下向后梁上表，求得了静海军节度使，视南汉为伪朝。所以刘䶮一直想要灭掉曲承美，大有三年（930年），刘䶮派遣李守鄘和梁克贞带大军攻打交趾，曲承美战败被俘，刘䶮见到他说：“你不是一直说朕的大汉是伪朝吗？现在反而被朕所缚，何也？”曲承美无话可说，只能顿首告罪，刘䶮赦免其罪。梁克贞带兵继续向南进发，攻克了占城，曲承美部下纷纷投降，任曲氏部下杨廷艺为爱州刺史，自己带兵回朝。大有四年（931年），杨廷艺反叛，率兵攻打交州，交州刺史李进不敌，逃回番禺，刘䶮派遣程宝前来攻打杨廷艺，反而在战场上被杨廷艺所杀。此后杨廷艺自称交州节度使，但他担心南汉再次攻打自己，就上书臣服了南汉，刘䶮也觉得没有再大动干戈的必要，就接受了这个既定的事实。大有十年（937年），杨廷艺被部下矫公羡所杀，随机矫公羡向南汉上表称臣，但没多久，杨廷艺的另一个手下，也是杨廷艺的女婿吴权打败了矫公羡。刘䶮见交州内乱，想着趁机占领交州，就封自己的儿子刘弘操为交王，让他出兵白藤江，自己亲率后军驻扎在海门，吴权击败了南汉军，杀了刘弘操。刘䶮见前方失利，就收兵回朝。随后吴权在交州称王，建立了吴朝，之后越南绝大部分是以附属国的身份臣服中原政权，而不是直接属于中国的一部分。
被越南军队击败的刘䶮回朝后没有继续攻打吴权，此时的刘䶮已经在位20年，锐气全无，继续耽于享乐。刘䶮比较喜欢自己恭敬孝顺的第五个儿子刘弘昌，想立他为嗣，但又担心于废长立幼的危害。他虽然此时已经年过五十，但身体强健，无病无痛，认为自己还很长寿，所以想把继承人的问题暂缓时日。然而天有不测风云，大有十五年（942年），刘䶮突然染上了一场重病，眼看自己快要不行了，他招来左仆射王翻，和他说：“老三弘度，老四弘熙，虽然年长，但始终不能任大事。老五弘昌，比较像朕，朕早就想立为太子，但一直下不了决心，朕子孙不肖，恐怕将来子孙骨肉纷争。就像鼠入牛角，越斗越小啊！”说道这里，哭泣不已，王翻建议刘䶮立弘昌，将弘度弘熙调离外镇。刘䶮深以为然，准备如是发诏，恰巧此时萧益此时来问安，劝他放弃此想法，刘䶮瞬间没了主意，蹉跎犹豫了几日，没想到直接病死了，享年五十四岁。谥号天皇大帝，廟號高祖，陵曰康陵。
刘䶮死后，南汉的命运正如他生前所预料的那样，他的继承人全是昏庸好杀之辈，刘弘度继承了大位，比他父亲刘䶮还要奢侈。没过多久刘弘度就被其弟刘弘熙所杀。刘弘熙自立为帝，为了防止流言蜚语，设立严刑峻法，担心自己的兄弟会像他一样造反，将自己的弟弟一个个加害，刘䶮十九子，除了刘弘熙自己以外，全部被杀害。

## 身世争议
《旧五代史》載劉龑其先彭城人（郡望彭城刘氏），祖父劉安仁原籍河南上蔡。至近代，中日学界对其家族族裔有争议。1965年福建出土，侄女刘华的墓志称家族出于东晋时南渡的彭城刘氏，“而家于五羊，今为封州贺水人也”。此前，藤田豐八在1935年考證，认为他是大食商人后裔，从西亚到福建泉州，谎称河南上蔡籍，而唐宋蕃客中刘姓多为伊斯兰的穆斯林。
藤田氏此说遭桑原隲藏质疑。桑原认为，关于宋元祐间广州蕃坊娶宗女的刘姓人为阿拉伯人的说法，不能用以证明南汉刘氏是阿拉伯人的后裔，相反，宋元祐间广州蕃客的刘姓，可能是南汉所赐。陈寅恪在1939年撰文《劉復愚遺文中年月及其不祀祖問題》考證，「家世无九品之官，四海无强大之亲，父子俱以儒学进仕至中书舍人礼部尚书，而不祭祀先祖，及籍贯纷歧，而俱贾胡（註：通商的胡人）侨寄之地三端，推证之如此」。

## 家庭

### 后妃
- 馬皇后
- 赵昭仪（殇帝刘玢母，殇帝立，封为皇太妃）
- 苏才人

### 姬侍
- 尚仪谢宜清

### 子女
- 邕王 劉耀樞，早夭
- 康王 劉龜圖，早夭
- 殤帝 劉弘度，943年被刘晟所杀
- 中宗 劉弘熙（劉晟）
- 越王 劉弘昌，944年被刘晟所杀
- 齊王 劉弘弼，947年被刘晟所杀
- 韶王 劉弘雅，945年被刘晟所杀
- 鎮王 劉弘澤，944年被刘晟所杀
- 萬王 劉弘操，938年战死
- 循王 劉弘杲，943年被刘晟所杀
- 息王 劉弘暐，947年被刘晟所杀
- 高王 劉弘邈，954年被刘晟所杀
- 同王 劉弘簡，947年被刘晟所杀
- 益王 劉弘建，947年被刘晟所杀
- 辨王 劉弘濟，947年被刘晟所杀
- 貴王 劉弘道，947年被刘晟所杀
- 宣王 劉弘昭，947年被刘晟所杀
- 通王 劉弘政，955年被刘晟所杀
- 定王 劉弘益，947年被刘晟所杀

## 延伸阅读
[在维基数据编辑]
 《舊五代史/卷135》，出自薛居正《舊五代史》